# Offerta del mattino
Nella Chiesa cattolica, l'offerta del mattino è una preghiera detta da un individuo all'inizio della giornata, al fine di consacrare la giornata a Gesù Cristo. Essa ha lo scopo di preparare il cattolico a concentrarsi completamente su Cristo e dare a lui tutto ciò che lui o lei fa durante il giorno. Esistono diverse forme di offerta.
Papa Giovanni Paolo II ha detto che l'offerta del mattino è "di fondamentale importanza nella vita di tutti e di ciascuno dei fedeli."

## La pratica
L'offerta del mattino è fatta per essere pregato come prima cosa al mattino, dopo il risveglio. Durante tutta la giornata, un cristiano offre ogni cosa - gioie e successi, difficoltà e sacrifici, a Gesù, unendoli ai Suoi meriti e alle Sue sofferenze in modo che le proprie opere guadagnino il dovuto merito solamente grazie a Lui.
L'offerta del mattino si suggerisce di essere rinnovato più volte durante il giorno con semplici giaculatorie (chiamate anche "aspirazioni"), ad esempio "Io ti serviró!", "Offro il mio lavoro a voi."
Un'offerta del mattino specifica al Sacro Cuore di Gesù, fu composta da padre François-Xavier Gautrelet nel 1844. Essa riflette l'alleanza del Sacro Cuore di Gesù e quello di Maria, ed è anche un atto di riparazione per i peccati:
O Gesù, per mezzo del Cuore Immacolato di Maria,
Ti offro le mie preghiere, le opere, le gioie, le sofferenze di questo giorno,
in unione con il Santo Sacrificio della Messa in tutto il mondo.
Offro loro per tutte le intenzioni del vostro Sacro Cuore;
la salvezza delle anime, la riparazione per il peccato, la riunione di tutti i cristiani;
Offro loro per le intenzioni dei nostri vescovi e di tutti i membri dell'Apostolato della Preghiera,
e in particolare per quelli raccomandati dal Santo Padre questo mese.
Amen.